# L.A. Woman
L.A. Woman je šesti studijski album skupine The Doors.  Izšel je 19. aprila 1971. Leta 2003 je bil album L.A. Woman uvrščen kot 362. na seznam 500 najboljših albumov vseh časov.

## Seznam skladb
Vse pesmi je napisal in uglasbil The Doors, razen kjer ni posebej napisano.
| Stran 1 | Stran 1                  | Stran 1 |
| Št.     | Naslov                   | Dolžina |
| ------- | ------------------------ | ------- |
| 1.      | „The Changeling‟         | 4:20    |
| 2.      | „Love Her Madly‟         | 3:18    |
| 3.      | „Been Down So Long‟      | 4:40    |
| 4.      | „Cars Hiss by My Window‟ | 4:10    |
| 5.      | „L.A. Woman‟             | 7:49    |

| Stran 1         | Stran 1                                   | Stran 1                                       | Stran 1 |
| Št.             | Naslov                                    | Pisec                                         | Dolžina |
| --------------- | ----------------------------------------- | --------------------------------------------- | ------- |
| 1.              | „L'America‟                               |                                               | 4:35    |
| 2.              | „Hyacinth House‟                          |                                               | 3:10    |
| 3.              | „Crawling King Snake‟                     | Tony Hollins, Bernard Besman, John Lee Hooker | 4:57    |
| 4.              | „The WASP (Texas Radio and the Big Beat)‟ |                                               | 4:12    |
| 5.              | „Riders on the Storm‟                     |                                               | 7:14    |
| Skupna dolžina: | Skupna dolžina:                           | Skupna dolžina:                               | 48:24   |

## Zasedba

### The Doors
- Jim Morrison – vokal
- Ray Manzarek – klavir, Hammond orgle[4], Vox Continental[5], kitara, Rhodes Piano[6]
- Robby Krieger – kitara
- John Densmore – bobni

### Dodatni glasbeniki
- Jerry Scheff – bas kitara
- Marc Benno – kitara